# Crailsheimer Hart und Reusenberg
Das FFH-Gebiet Crailsheimer Hart und Reusenberg ist ein im Jahr 2015 durch das Regierungspräsidium Stuttgart nach der Richtlinie 92/43/EWG (Fauna-Flora-Habitat-Richtlinie) angemeldetes Schutzgebiet (Schutzgebietskennung DE-6926-341) im deutschen Bundesland Baden-Württemberg. Mit Verordnung des Regierungspräsidiums Stuttgart zur Festlegung der Gebiete von gemeinschaftlicher Bedeutung vom 30. Oktober 2018  (in Kraft getreten am 11. Januar 2019) wurde das Schutzgebiet festgelegt.

## Lage
Das rund 714 Hektar große FFH-Gebiet gehört zu den Naturräumen 108-Schwäbisch-Fränkische Waldberge, 114-Frankenhöhe und 127-Hohenloher-Haller Ebene innerhalb der naturräumlichen Haupteinheiten 10-Schwäbisches Keuper-Lias-Land, 11-Fränkisches Keuper-Lias-Land und 12 Neckar- und Tauber-Gäuplatten. Es liegt im Jagsttal zwischen Jagstzell und Satteldorf und erstreckt sich über die Markungen von fünf Städten und Gemeinden im Ostalbkreis und im Landkreis Schwäbisch Hall:
- Jagstzell: 14,2739 ha = 2 %
- Crailsheim: 399,6714 ha = 56 %
- Frankenhardt: 7,1369 ha = 1 %
- Kreßberg: 114,1918 ha = 16 %
- Stimpfach: 178,4247 ha = 25 %

## Beschreibung und Schutzzweck
Es handelt sich um Wacholderheiden, Magerrasen sowie artenreiche Wiesen und feuchte Wiesentäler, Dolinenlandschaft im Gipskeuper mit zum Teil wassergefüllten Dolinen, naturnahe Auwälder entlang der Jagst und dem naturnahen Flusslauf der Jagst.

### Lebensraumtypen
Gemäß Anlage 1 der Verordnung des Regierungspräsidiums Stuttgart zur Festlegung der Gebiete von gemeinschaftlicher Bedeutung (FFH-Verordnung) vom 30. Oktober 2018 kommen folgende Lebensraumtypen nach Anhang I der FFH-Richtlinie im Gebiet vor:
| EU Code | Lebensraumtyp (offizielle Bezeichnung)                                                                          | Kurzbezeichnung                                              | Hektar |
| ------- | --- | ------------------------------------------------------------ | ------ |
| 3140    | Oligo- bis mesotrophe, kalkhaltige Gewässer mit benthischer Vegetation aus Armleuchteralgen                     | Kalkreiche, nährstoffarme Stillgewässer mit Armleuchteralgen | 0,04   |
| 3150    | Natürliche eutrophe Seen mit einer Vegetation vom Typ Magnopotamion oder Hydrocharition                         | Natürliche nährstoffreiche Seen                              | 3,35   |
| 3160    | Dystrophe Seen und Teiche                                                                                       | Dystrophe Seen                                               | 1,77   |
| 3260    | Flüsse der planaren bis montanen Stufe mit Vegetation des Ranunculion fluitantis und des Callitricho-Batrachion | Fließgewässer mit flutender Wasservegetation                 | 14,16  |
| 3270    | Flüsse mit Schlammbänken mit Vegetation des Chenopodion rubri p.p. und des Bidention p.p.                       | Schlammige Flussufer mit Pioniervegetation                   | 0,50   |
| 5130    | Formationen von Juniperus communis auf Kalkheiden und -rasen                                                    | Wacholderheiden                                              | 30,89  |
| 6210    | Naturnahe Kalk-Trockenrasen und deren Verbuschungsstadien (Festuco-Brometalia)                                  | Kalk-Magerrasen                                              | 23,01  |
| 6230    | Artenreiche montane Borstgrasrasen (und submontan auf dem europäischen Festland) auf Silikatböden               | Artenreiche Borstgrasrasen                                   | 3,24   |
| 6410    | Pfeifengraswiesen auf kalkreichem Boden, torfigen und tonig-schluffigen Böden (Molinion caeruleae)              | Pfeifengraswiesen                                            | 0,50   |
| 6510    | Magere Flachland-Mähwiesen (Alopecurus pratensis, Sanguisorba officinalis)                                      | Magere Flachland-Mähwiesen                                   | 86,84  |
| 7220    | Kalktuffquellen (Cratoneurion)                                                                                  | Kalktuffquellen                                              | 0,018  |
| 7230    | Kalkreiche Niedermoore                                                                                          | Kalkreiche Niedermoore                                       | 0,23   |
| 9160    | Subatlantischer oder mitteleuropäischer Stieleichenwald oder Eichen-Hainbuchenwald (Carpinion betuli)           | Sternmieren-Eichen-Hainbuchenwald                            | 2,25   |
| 9170    | Labkraut-Eichen-Hainbuchenwald (Galio-Carpinetum)                                                               | Labkraut-Eichen-Hainbuchenwald                               | 0,76   |
| 91E0    | Auenwälder mit Alnus glutinosa und Fraxinus excelsior (Alno-Padion, Alnion incanae, Salicion albae)             | Auenwälder mit Erle, Esche, Weide                            | 12,65  |

### Arteninventar
Folgende Arten von gemeinschaftlichem Interesse sind für das Gebiet gemeldet:
| Bild                   | EU Code | Art                                 | wissenschaftlicher Name     | Artengruppe           |
| ---------------------- | ------- | ----------------------------------- | --------------------------- | --------------------- |
| Biber                  | 1337    | Biber                               | Castor fiber                | Sonstige Säugetiere   |
| Gelbbauchunke          | 1193    | Gelbbauchunke                       | Bombina variegata           | Amphibien             |
| Groppe                 | 1163    | Groppe                              | Cottus gobio                | Fische und Rundmäuler |
| Steinkrebs             | 1093    | Steinkrebs                          | Austropotamobius torrentium | Sonstige Wirbellose   |
| Grüne Flussjungfer     | 1061    | Dunkler Wiesenknopf-Ameisenbläuling | Maculinea nausithous        | Schmetterlinge        |
| Grüne Flussjungfer     | 1037    | Grüne Flussjungfer                  | Ophiogomphus cecilia        | Libellen              |
| Schmale Windelschnecke | 1014    | Schmale Windelschnecke              | Vertigo angustior           | Sonstige Wirbellose   |

### Zusammenhängende Schutzgebiete
Das FFH-Gebiet besteht aus zahlreichen kleineren Teilgebieten. Es ist in Teilbereichen deckungsgleich mit mehreren Landschaftsschutzgebieten. Die Naturschutzgebiete:
- 1001 – Reußenberg
- 1206 – Wacholderberg-Geigerswasen

liegen ganz oder teilweise innerhalb des FFH-Gebiets.